# 原子吸收光谱法

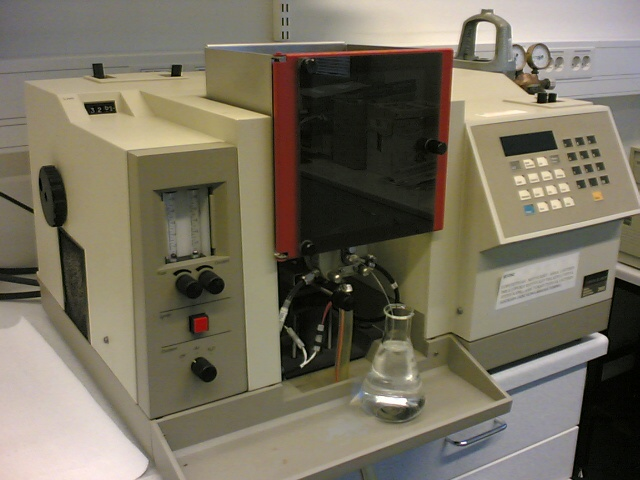
原子吸收光谱仪

原子吸收光谱法（英語：atomic absorption spectroscopy, AAS），又称原子吸收分光光度法，是一种根据特定物质基态原子蒸气对特征辐射的吸收来对元素进行定量分析的方法。在仪器分析中，原子吸收光谱法用于测定特定元素在溶液中的浓度。对于固体样品则需通过处理制成溶液分析。目前可用AAS定量分析的元素达70余种。
AAS在不同领域中得到广泛应用。除了环境中衡量元素的测定，到生物体组织中微量元素含量分析，以及制药中检验产品催化剂金属元素残留含量等。

## 历史
原子吸收现象早在19世纪初就已被发现。德国海德堡大学的本生和基尔霍夫的研究奠定了AAS的理论基础。然而，原子吸收的波长范围十分狭窄，用于定量分析对光源单色程度要求十分苛刻，故早年的应用受到限制。
直到1955年澳大利亚联邦科学与工业研究组织的科学家阿兰·沃尔什（Alan Walsh）发明了空心阴极灯，得到了满足AAS测量条件的锐线光源，才奠定了原子吸收光谱法的测量基础，应用于金属元素分析。该法在60年代后得到迅速发展，趋于成熟。它现在可用于70多种元素的直接测定，是测定微量或痕量元素的重要技术，有很广泛的应用。方法仪器简单，操作简便，灵敏度高，选择性好，抗干扰能力强，精密度高。

## 仪器
原子吸收光谱仪主要由锐线光源、原子化器（与试液相连）、分光系统、检测系统和电源同步调制系统组成。在测定特定元素含量时，用该元素的锐线光源发射出特征辐射，试液在原子化器中雾化并解离为气态基态原子，它吸收通过该区的元素特征辐射使后者得到减弱，经过色散系统和检测系统后测得吸光度，最后根据吸光度与被测定元素浓度之间的线性关系，进行该元素的定量分析。

## 分析方法
最常用的分析方法为标准曲线法，即配制一系列不同浓度的标准溶液，在相同测定条件下用空白溶液调整零吸收，根据标准溶液浓度和吸光度绘制吸光度－浓度标准曲线，测定试样溶液的吸光度，并用内插法在标准曲线上求得试样中被测定元素的含量。